# 路易斯安那現代藝術博物館

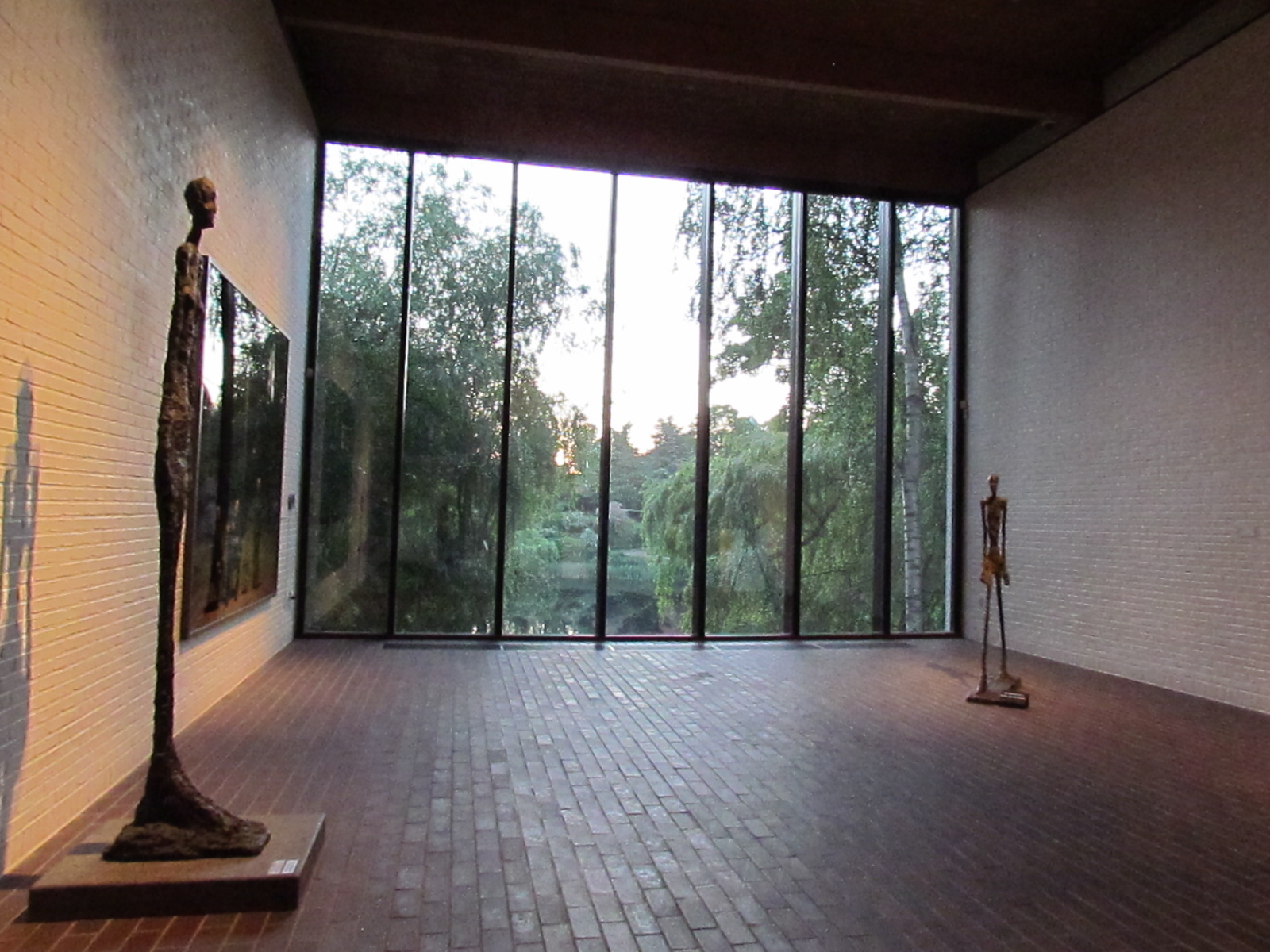
博物館內的一間展覽廳

路易斯安那現代藝術博物館是位於丹麥哥本哈根以北、鄰近厄勒海峽沿岸的藝術博物館，成立於1958年，是丹麥參觀人數最多的美術館。博物館收藏多種現代和當代藝術作品，藏品歷史可追溯至第二次世界大戰。博物館本身也因將藝術、建築物、景觀融為一體而被認為是丹麥建築的里程碑，如2014－2015年展示的裝置作品「河床」（Riverbed）。

## 地點
路易斯安那現代藝術博物館位於北西蘭島地區的厄勒海峽沿岸，哥本哈根市中心以北約30（19英里）、赫爾辛格以南約10（6英里）處。自胡姆勒拜克鎮的火車站步行10至15分鐘即可抵達博物館。

## 歷史

### 博物館建立
路易斯安那現代藝術博物館的原始建築是由宮廷狩獵官亞歷山大·布朗（Alexander Brun）於1855年興建的私人別墅，布朗前後三任妻子均名為「路易斯」（Louise），故將該別墅命名為路易斯安那。
1955年，丹麥奶酪批發商克努茲‧W‧詹森購買已廢棄的別墅和周圍的地產，他原計畫於Rungstedlund莊園附近購置土地興建博物館，但被賣家以現代藝術並非藝術為由婉拒。詹森自1940年代起即對藝術和文學產生興趣，1952年收購出版社Gyldendal後對藝術的興趣更加具體，並創立職場藝術協會（Art at the Workplace association），將藝術品出租予企業供員工欣賞。同時，他認為傳統的美術館與人疏離且缺乏吸引力（如丹麥國立美術館），美術館建築的宏偉氣勢不適合現代藝術，因此有意建立「氛圍適當」的美術館。並進一步表示自美國的博物館（如紐約市現代藝術博物館）獲得許多靈感。
關於1855年建造路易斯安那的宮廷狩獵官亞歷山大·布朗（Alexander Brun），我所知的有限，但已足以勾勒出他的形象。他結過三次婚，每次對象都是一位名叫路易斯的女孩，這也許是當時很時髦的名字。這是一個美好的故事，也曾被多次傳頌。保留這個美麗的名字是自然而然的事，我實在無法將它（博物館）稱之為胡姆勒拜克現代藝術博物館（Humlebæk Museum of Modern Art）或詹森博物館（Jensen Museum），這會笑掉人們的大牙。所以，還是讓他們對「路易斯安那」這個奇特而富有詩意，並時常聯想到美國路易斯安那州的名字莞爾一笑吧。——克努茲‧W‧詹森，《Stedets ånd》，1994年
詹森希望建立一座貼近自然的「人性化」博物館，他首先與建築設計師約恩·烏松聯繫，然而烏松當時已受託設計雪梨歌劇院，因此婉拒詹森的邀請。後者改與建築師約爾根‧博及韋勒廉·沃赫萊爾特合作，並花費幾個月的時間在預定地周圍漫步，研究如何設計一座與環境交融的建築物，博物館的第一個設計版本由3座建築以玻璃走廊連接而成，並於1958年隨博物館完工開幕。詹森表示，博物館的首個展廳存在若干問題，建築物缺乏氣候控制系統，儲存空間也不足。博物館也受到媒體批評，瑞典《每日新聞報》將路易斯安那（Louisiana）稱為「Cirkusiana」。
詹森希望博物館成為藝術、建築與自然融合的空間；音樂、電影、舞蹈和政治辯論都將在博物館舉行。批評者認為，其他形式的娛樂活動將分散對公眾對藝術本身的注意力，詹森則表示該館並非只將重點聚焦於藝術。而在館內設置咖啡館的計畫亦引起爭議，詹森在採訪中表示「良好的飲食對體驗藝術十分重要」。博物館設有董事會，但詹森個人的想法很大程度左右博物館的發展方向，他認為路易斯安那應成為文化中心而非只是博物館。
博物館在開幕後，以時常具有爭議的展覽聞名於國際藝術界，如以自創的三溫暖原則（sauna-princippen）結合無爭議的「溫暖」（warm）和具挑釁性的「冰冷」（cold）兩種不同類型的展覽。其中一次爭議是藝術家白南準的音樂會，結尾以混亂的場面坐收，觀眾大多反應負面。然爭議事件也為博物館帶來知名度，詹森原預計開幕首年的參觀量為4萬人，而實際上有20萬名訪客參觀博物館。

### 展品轉變
1959年以前，博物館展出的作品來源大多以丹麥為主。直至詹森前往德國卡塞爾參加第二屆卡塞爾文獻展，期間他觀賞到瑞士雕塑家阿爾貝托·賈科梅蒂、美國雕塑家亞歷山大·考爾德和英國雕塑家亨利·摩爾的作品，並以「文獻展衝擊」（Documenta shock）形容這次經歷，因此決定嘗試說服博物館董事會在路易斯安那現代藝術博物館展出國際作品。儘管董事會仍抱持懷疑態度，詹森最終仍成功達成目標；當時丹麥國內尚未有以國際作品為主軸的現代藝術博物館。詹森亦在卡塞爾文獻展結束幾週後於博物館策劃展出文獻展中的作品。
展出國際藝術品的決定被藝術史學者克里斯蒂安·漢德伯格（Kristian Handberg）讚賞為「決定性」創舉。國際藝術展覽也成為博物館的象徵，催生「新路易斯安那」並興建新展覽廳，展覽包括由威廉·桑德伯格策畫的《藝術中的活力》（Vitality in Art）和《藝術中的運動》（Movement in Art），以及達達主義藝術家尚·丁格利製作的動態機械作品《世界末日草圖》（Sketch for the End of the World）等，匯集來自美國和歐洲的當代藝術家。
路易斯安那現代藝術博物館於1968年獲得國家承認其博物館地位，並開始接受丹麥政府的財政補助。同時，博物館開始受到年輕藝術家批評，認為博物館「老套」且缺乏創新。然博物館仍以展出新現實主義、普普藝術、極簡主義等現代和當代藝術作品為主。
博物館的館藏也包括專門為其創作的作品，如美國普普藝術家羅伊·李奇登斯坦於1977年參觀博物館後繪製的《Figures in Landscape》，美國畫家山姆·法蘭西斯1979年造訪博物館後也創作一系列畫作。
自波烏‧艾瑞克‧托伊諾於2000年擔任館長以來，每年博物館舉辦6至10場臨時展覽，並搭配現場活動、藝術節和新的數位計畫，擴大其影響力。另外自2010年起，博物館每年8月於館內和雕塑公園舉辦國際藝文活動路易斯安那文學節，邀請40位作家參與，每年約有12,000－14,000人到場。2012年，博物館推出網路電視頻道「路易斯安那台」，每週分享藝術與文化影片，作為文化平台推廣博物館。
2013年，博物館的音樂部門推出了路易斯安那音樂，專門播放博物館與世界著名音樂家合作製作的音樂影片網頁。
2019冠狀病毒病疫情期間，博物館為防止疫情擴散而暫時閉館。

## 建築

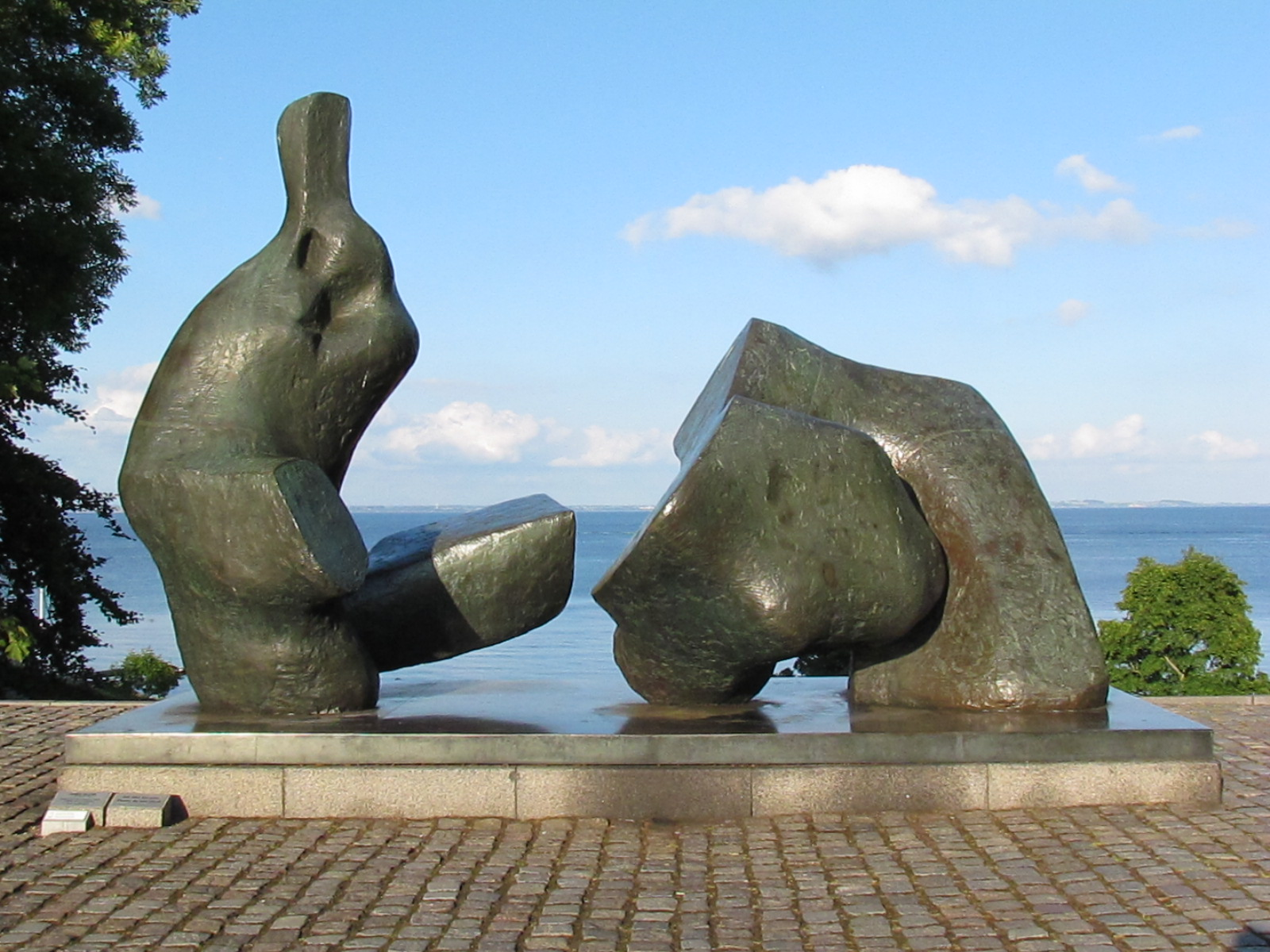
館外展示的英國雕塑家亨利·摩爾作品《斜倚圖》

路易斯安那現代藝術博物館始由約爾根‧博及韋勒廉·沃赫萊爾特於別墅改建而成，他們為將現代主義與大自然結合，多次修改建築架構及設計圖，最終博物館成為了丹麥第一座現代主義的建築。
博物館主建築是一棟歐式的白色房屋，室內住要分成四大區，地下室主要展覽創始人克努茲‧W‧詹森的收藏品，其餘部分則展示館內的常設展覽及特展。館外的草地則展示許多雕塑作品，如美國雕塑家亞歷山大·考爾德的《Little Janey-Waney》、英國雕塑家亨利·摩爾的《斜倚圖》（Reclining Figure No. 5﹝Seagram﹞）等。

## 博物館
路易斯安那現代藝術博物館共約收藏3500件作品，原本主要收集丹麥的現代主義作品，後來轉變為收集各國際知名人物作品，目前主要收集1945年後的現代主義及抽象派作品，如德國畫家馬克斯·恩斯特、瑞士雕塑家阿爾伯托·賈科梅蒂等。
博物館每年會舉辦四到六次的現代和當代藝術展覽，館內也設有兒童照顧中心、咖啡館及博物館商店，販賣相關書籍、海報及藝術品。
因路易斯安那現代藝術博物館是由國家認證的博物館，受到丹麥《博物館法》的管理，約15％經費來自於丹麥政府，其餘部分則來自門票及私人贊助。

## 館長
- 1958-1991年：克努茲‧W‧詹森（丹麥語：Knud W. Jensen）（創始人）[38]
- 1991-1995年：克努茲‧W‧詹森和斯特伊格姆‧勞爾森（Steingrim Laursen）[39]
- 1995-1998年：李立偉（Lars Nittve）[40]
- 1998-2000年：斯特伊格姆‧勞爾森[41]
- 2000年至今 ：波烏‧艾瑞克‧托伊諾（丹麥語：Poul Erik Tøjner）

## 外部連結
- 路易斯安那現代藝術博物館（丹麦文）（英文）
- 路易斯安那台官網 （页面存档备份，存于）
- 路易斯安那音樂 （页面存档备份，存于）

1. ↑  博物館的丹麥語官方名稱亦為「Louisiana Museum of Modern Art」。